# Anolis pigmaequestris
Anolis pigmaequestris (кайо-франсеський аноліс) — вид ігуаноподібних ящірок родини анолісових (Dactyloidae). Ендемік Куби.

## Поширення і екологія
Кайо-франсеські аноліси мешкають на островах Кайо-Франсес і Кайо-Іудас в архіпелазі Сабана-Камагуей. Вони живуть в прибережних і субприбережних мікрофільних лісах. Відкладають яйця.

## Збереження
МСОП класифікує цей вид як такий, що перебуває під загрозою зникнення. Anolis pigmaequestris загрожує знищення природного середовища та, можливо, хижацтво з боку інвазивних тварин.